# Bescanó
Bescanó ist eine katalanische Gemeinde in der Provinz Girona im Nordosten Spaniens. Sie liegt in der Comarca Gironès. Zur Gemeinde gehören die Ortschaften Estanyol, Montfullà und Vilanna.

## Sehenswürdigkeiten
- Kirche Sant Llorenç

## Persönlichkeiten
- Albert Jorquera (* 1979), Fußballspieler
- Pau Cubarsí (* 2007), Fußballspieler